# David Edgar
David Edward Edgar (Kitchener, 19. svibnja 1987.) bivši je kanadski nogometaš koji je igrao na poziciji središnjeg braniča. Sve do ljeta 2009. igrao je u Newcastle Unitedu, no nakon što mu je ugovor istekao prelazi u Burnley. Nakon pet godina provedenih u Burnleyu u ljeto 2014. prelazi u Birmingham City.

## Vanjske poveznice
- Profil na Transfermarktu
- Profil na Soccerwayu